# Сигольський
Сигольський — заповідне урочище місцевого значення. Об'єкт розташований на території Надвінянського району Івано-Франківської області, Хрипелівське лісництво, квартал 6, виділи 6, 7, 9, 14.
Площа — 46,4000 га, статус отриманий у 1980 році.